# Tamolanica pectoralis
Tamolanica pectoralis är en bönsyrseart som beskrevs av John Obadiah Westwood 1889. Tamolanica pectoralis ingår i släktet Tamolanica och familjen Mantidae. Inga underarter finns listade i Catalogue of Life.